# Casa de Enríquez
La casa de Enríquez es un linaje nobiliario español de origen real, originario de la Corona de Castilla, iniciado en la persona del infante Fadrique de Castilla, XXVII Maestre de la Orden de Santiago, hijo natural del rey Alfonso XI de Castilla y de Leonor de Guzmán y hermano gemelo de Enrique II de Castilla, quien dio nombre al linaje. 
Es uno de los cuatro linajes que se originaron directamente del tronco regio castellano.
Desde el punto de vista político, la familia llegó a ser de las más poderosas de Castilla, ostentando la dignidad de almirantes de Castilla durante cerca de 200 años y obteniendo el ducado de Medina de Rioseco. Formaron parte de la élite del poder nobiliario en Castilla durante la Baja Edad Media y junto con otros 19 linajes españoles fueron reconocidos por Carlos V en 1520 como uno de los primeros grandes de España. Jurisdiccionalmente, detentaron los señoríos de Mansilla, Medina de Rioseco, Melgar, Palenzuela, Peñafiel, Rueda, Torrelobatón y Tarifa.
Juana Enríquez, bisnieta del fundador del linaje, se casó con Juan II de Aragón y fue la madre de Fernando el Católico.
Teresa Enríquez, tataranieta del fundador del linaje, fue dama de corte de Isabel la Católica. Famosa por su dedicación a las obras de caridad, su santidad ha sido estudiada por la Iglesia católica.
Anteriormente, los descendientes del infante Enrique de Castilla el Senador, hijo del rey Fernando III de Castilla, también recibieron el apellido Enríquez.

## Linaje
1. - Fadrique Alfonso de Castilla (1333-1358), casó con Constanza de Angulo.
2. - Alfonso Enríquez (1354-1429), casó con Juana de Mendoza.
3. - Fadrique Enríquez (c. 1390-1473), casó con Marina Fernández de Córdoba.
4. - Alonso Enríquez de Quiñones (m. 1485), casó con María de Velasco.
5. - Fadrique II Enríquez de Cabrera (1485-1538), casó con Ana de Cabrera.
6. - Fernando Enríquez de Velasco (1538-1542), casó con María Girón.
7. - Luis Enríquez (1542-1567).
8. - Luis II Enríquez (1567-1596), casó con Ana de Mendoza.
9. - Luis III Enríquez de Cabrera(1596-1600), casó con Vittoria Colonna.
10. - Juan Alfonso Enríquez de Cabrera (1600-1647).
11. - Juan Gaspar Enríquez de Cabrera (1647-1691).
12. - Juan Tomás Enríquez de Cabrera (1691-1702), XI almirante de Castilla, VII duque de Medina de Rioseco y X conde de Melgar.[3]
13. - Pascual Enríquez de Cabrera (-1739).